# IC 1723
IC 1723 ist eine Spiralgalaxie vom Hubble-Typ Sb im Sternbild Fische auf der Ekliptik. Sie ist schätzungsweise 251 Millionen Lichtjahre von der Milchstraße entfernt und hat einen Durchmesser von etwa 245.000 Lichtjahren.

Im selben Himmelsareal befindet sich u. a. die Galaxie IC 1721.
Das Objekt wurde am 17. Dezember 1897 von Stéphane Javelle entdeckt.